# Найт, Дэвид Маркус
Дэвид Маркус Найт (англ. David M. (Marcus) Knight; 30 ноября 1936, Эксетер — 19 января 2018) — британский историк, историк науки, в особенности химии. Доктор философии, преподавал в Университете Дарема, являлся там эмерит-профессором кафедры философии. Специализировался на истории науки и библиографии науки от 1600 года. Экс-президент Британского общества истории науки. Удостоился Templeton Foundation Award (1998) и Sidney M. Edelstein Award (2003).
Особенно увлекался химией, восторгался работами сэра Гемфри Дэви. Состоял в редколлегиях Annals of Science, Ambix и Foundations of Chemistry.
Являлся редактором серии научных биографий издательства Cambridge University Press.
Среди его наиболее известных работ: Ideas in Chemistry: a History of the Science, 2nd ed. (Rutgers/Athlone, 1995); Humphry Davy: Science and Power, 2nd ed. (Cambridge, 1998); Science in the Romantic Era (Ashgate, 1998); Science and Spirituality: the Volatile Connection (Routledge, 2004); The Making of the Chemist: the Social History of Chemistry in Europe 1789—1914, Helge Kragh ed. (Cambridge, 1998).
Публиковался в Journal for General Philosophy of Science.
Сын священнослужителя Marcus Knight (priest). Учился в Оксфорде, куда получил стипендию в Кэбл-колледж на изучение химии, однако перед тем прошел двухлетнюю национальную службу в артиллерии (в 1955-57). Во время учебы в университете, с подачи Алистера Кромби занялся исследованием работ Хамфри Дэви. Выпустился в 1961 году с отличием по химии. В 1961-2 гг. занимался у Кромби и Рома Харре над дипломом по истории и философии науки; в 1964 получит степень доктора философии за работу по химической теории девятнадцатого века (диссертация — «The Problem of the Chemical Elements, from Humphry Davy to Benjamin Brodie the Younger»). Опираясь в частности на свою докторскую, подготовит к выпуску свою первую книгу, посвященную атомной теории. В основу этой книги также легла совместная с William Hodson Brock его публикация в Isis в 1965 году. С 1964 года стал лектором на кафедре философии Даремского ун-та. С 1975 старший лектор. С 1988 ридер. В 1991 занял персональную кафедру по HPS. С 2001 эмерит. В 2014 получил высшую награду этого университета — медаль канцлера.
С 1981 редактор журнала Британского общества истории науки (по 1989). Как отмечают, в этой роли он стремился «заставить писателей завоевать читателей, отказавшись от неясности ученого языка, сделав свои статьи настолько ясными, привлекательными и восторженными, что люди захотели бы узнать больше о вещах, которые на первый взгляд не имели ничего общего с их специализацией». Как отмечается, в 1990-е Д. Найт стал «публичным лицом британской истории науки в Великобритании», — в 1993 он президент секции истории науки Британской ассоциации содействия развитию науки на ее ежегодном собрании в Университете Киля. Год спустя избран президентом Британского общества истории науки.
В 2004 году выпустит том «Наука и духовность», который Church Times рекомендовал как «обязательную к прочтению для рукоположенных и всех, кто интересуется современным религиозным пониманием и апологетикой». В 2006 выпустил Public Understanding of Science.
В 1962 женился (супруга — Сара), шестеро детей, внуки.